# 全马联合行动理事会
全马联合行动理事会（英語：All-Malaya Council of Joint Action; abbrev. AMCJA ）是一个英属马来亚政治和公民组织的联盟，其成立的目的是参与制定战后的马来亚宪法，为独立做准备，并反对《马来亚联合邦宪法提案》（也称为“联合邦提案”或“英马提案”）。这一宪法提案最终形成了《马来亚联合邦协议》的基础。

## 历史

### 背景
为了解决战前英国统治马来亚中的一些行政不连贯性，殖民政府制定了一项宪政发展政策。该政策结合了宪政统一和马来亚境内共同公民权的双重目标，作为宪法发展的基础，最终使马来亚实现自治和领土独立。第一项计划呼吁将马来联邦和马来属邦合并成一个更大的联邦，称为马来亚联邦。这一计划预计槟城和马六甲将脱离海峡殖民地加入新的联邦，而新加坡仍然是一个单独的直辖殖民地。
马来人对联邦的强烈反对是自发和普遍的，因为马来亚联邦计划被视为背离了英国传统的亲马来政策，并剥夺了马来统治者的主权，而大多数非马来人普遍对这些建议持分歧态度或漠不关心。对战后重建的关注以及缺乏现有的以马来亚为中心的政治话语意味着，即使是像海峡华人和第二代非马来人这样最有可能将马来亚视为家园的社群也未能意识到马来亚联邦的含义，直到英国放弃这一计划为止。只有公开的反殖民组织，如激进的马来亚共产党和更温和的，由受过英语教育的左派于1945年在新加坡建立的马来亚民主同盟，支持这一计划，但警告新加坡也必须被纳入联邦。
由于马来人普遍反对，英国政府与马来贵族和巫来由人统一组织（“巫统”）进行了秘密谈判，因为他们不愿意允许马来人像在荷属东印度群岛的当地居民公开武装反抗荷兰人一样，反对联邦。他们担忧这种情绪会发展为反英情绪。当英国同意保守的马来人的要求和提出《马来亚联合邦宪法提案》——内容包括针对非马来社区的制度化障碍以及缺乏马来亚独立进程——的消息传出时，人们开始考虑建立统一战线来反对这些提案。

### 统一战线的策划
1946年11月19日，反对者召开会议讨论建立统一战线的问题。出席本次会议的有：
| 名字             | 所属政党和组织   |
| ---------------- | ---------------- |
| 阿末·博斯达曼    | 马来亚马来国民党 |
| 慕沙阿末         | 马来亚马来国民党 |
| 刘逸芬           | 马来亚共产党     |
| 蔡伯祥           | 马来亚共产党     |
| 杰拉德·德·克鲁兹 | 马来亚民主同盟   |
| H·B·塔拉拉       | 无所属           |
| 邱德义           | 无所属           |

根据陈祯禄拍来的电报, 会议采纳了三项基本原则：
- 一个包括新加坡的统一的马来亚
- 一个民选的中央政府和州议会
- 任何将马来亚视为永久家园和效忠对象的当地居民都将赋予公民权

### 建立
1946年12月14日，马来亚民主同盟在新加坡召开了一场会议，与会政党和组织包括马来亚马来国民党、马来亚印度国民大会党和其他组织。会议的目的是：
“通过其组织和协会，为各个族群提供机制，就与马来亚未来宪法有关的所有问题达成一致，从而避免代表权分裂和自私的危险。”
这个会议的直接结果是联合行动理事会（CJA）的成立，其成员包括马来亚民主同盟、马来国民党、国大党、马来亚职工总会（随后划分为新加坡职工总会和泛马来亚职工总会）、新加坡文员工会、英国海峡华人协会、新加坡印度商会、新加坡淡米尔人协会和新加坡妇女协会。理事会依据11月会议上采纳的三项基本原则活动。陈祯禄被选为理事会主席，马来亚民主同盟的保罗·埃伯为总秘书。12月16日，联合行动理事会向时任英国殖民地事务副大臣阿瑟·克里奇·琼斯递交了一份抗议备忘录，宣布联合行动理事会打算抵制为讨论和实施《英马提案》而设立的咨询委员会。
1946年12月22日，联合行动理事会扩大为泛马联合行动理事会（PMCJA），新成员包括泛马来亚职工总会、槟城、马六甲、雪兰莪和霹雳的文员工会、雪兰莪印度商会、雪兰莪妇女协会、马来亚新民主青年团、马来亚人民抗日军退伍同志会、新加坡华人公会和马来亚农民协会。陈祯禄再次当选主席，秘书长则由马来亚民主同盟的杰拉德·德·克鲁兹接任。
泛马联合行动理事会寻求获得英国政府的认可，作为唯一的代表机构与英国政府进行谈判，以便根据迄今为止尚未征求过的那部分民众的意愿修改宪法。然而，与马来贵族和巫统谈判后的《英马提案》还是于1946年12月24日作为政府白皮书发布，同时发布的还有总督爱德华·根特的说明，表示英国政府有条件地接受这些提案，前提是：
“马来亚所有感兴趣的族群都有充分和自由的机会表达他们的观点”

## 主要活动

### 《人民宪章》
随着马来亚各地举行的示威活动，对《英马提案》的反对声浪日益加剧，反对者开始进行磋商，以准备向英国政府提出另一套提案。1947年2月22日，反对《英马提案》的左翼马来组织在马来亚马来国民党的领导下组成人民力量中心（PUTERA）。3月，泛马联合行动理事会和人民力量中心结盟，组成PMCJA-PUTERA联盟。联盟采纳了十点原则，其中包括联合行动理事会的三项基本原则，作为宪法草案的基础：
| - 一个包括新加坡的统一的马来亚 - 一个民选的中央政府和州议会 - 任何将马来亚视为永久家园和效忠对象的当地居民都将赋予公民权 - 马来统治者将成为立宪君主。英国人不再有权力影响或劝告马来统治者，民选的联邦咨询理事会则取而代之 - 回教及马来习俗将由马来人主控的一个特别理事会负责，而非苏丹们 | - 让马来人在所有领域能得以进步而给予特别权益 - 马来语作为官方语言 - 制定国旗和国歌，国旗的红带必须在白带之上 - 马来亚人民的国籍是马来人 - 马来亚的国防及外交事务将由马来亚及英国政府共同负责 |

由于担心“泛马来亚”一词的含义，如马来亚中华总商会等组织认为这一词汇带有共产主义色彩，马来国民党则认为该词汇仅包含非马来人，1947年8月，泛马联合行动理事会改名为全马联合行动理事会（AMCJA），PMCJA-PUTERA联盟也改名为AMCJA-PUTERA联盟。
AMCJA-PUTERA联盟的宪法草案于1947年8月10日被两个组织旗下的各政党和组织所接纳，9月21日以《人民宪章》的名义向大众公开。《人民宪章》和收到政府咨询理事会的报告后于1947年6月公布的经修改的《英马提案》的差异如下：
| 《人民宪章》 | 修改后的《英马提案》 |
| --- | --- |
| 一个包括新加坡的统一的马来亚 | 一个不包括新加坡的马来州属和前海峡殖民地组成的联合邦 |
| 一个民选的中央政府和州议会 | 一个由英国驻马来亚高级专员领导的官委行政会议和由五十名民选成员、十四名官委成员和十一名自由成员（九个马来州属的州务大臣和槟城与马六甲的一名代表）组成的立法会 |
| 任何将马来亚视为永久家园和效忠对象的当地居民都将赋予公民权                                                                            | 强制规定出生资格、语言测试和长期居住期限，有效地限制了当地的非马来人获得公民身份                                                                             |
| 马来统治者将成为立宪君主。英国人不再有权力影响或劝告马来统治者，民选的联邦咨询理事会则取而代之                                        | 马来统治者被承认为立宪君主，拥有固有的特权和权力 |
| 回教及马来习俗将由马来人主控的一个特别理事会负责，而非苏丹们                                                                          | 回教及马来习俗由苏丹们掌控 |
| 让马来人在所有领域能得以进步而给予特别权益                                                                                            | 让马来人在所有领域能得以进步而给予特别权益 |
| 马来语是官方语言 | 马来语和英语是官方语言 |
| 制定国旗和国歌 | 制定国旗，国歌尚未制定 |
| 马来亚人民的国籍是马来人 | 马来亚人民的国籍尚未有特定名称 |
| 马来亚的国防及外交事务将由马来亚及英国政府共同负责                                                                                    | 所有政府职务仍属于高级专员和英国政府的特权 |
| 成立一个种族委员会，以阻止任何基于种族或宗教的歧视性立法                                                                              | 没有这样的委员会 |
| 规定成立一个由英国高级专员主持的，由马来统治者组成的统治者会议。在前三届联邦立法机构任期内保留55%的马来人代表，以巩固英属马来亚的主权 | 统治者会议正式成立。联邦立法会中民选代表的种族比例没有规定                                                                                                   |

### 全马总罢市
马来亚中华总商会认为修订后的《英马提案》是专制和不负责任的，它将无限期地推迟马来亚的独立。总商会决定与AMCJA-PUTERA联盟合作，因为它已用尽所有宪法上诉渠道（总商会是政府咨询委员会的参与者），也曾上诉至英国议会要求成立皇家委员会来审查和推翻修订后的《英马提案》。
整个九月，反对修订宪法批准的声浪不断增长，反对者在马六甲和怡保成功组织了抗议活动。受到这次成功的鼓舞，总商会决定发起全国范围的罢市，并邀请AMCJA-PUTERA支持罢市。1947年10月20日，总罢市正式开始，此时恰逢英国议会会议开幕，届时将讨论修订后的《英马提案》。这场总罢市被称为全马总罢市。
尽管巫统在峇眼拿督县等农村地区举行反示威活动，导致种族紧张局势加剧，使这些地区计划的罢市被取消，全马总罢市依然取得了辉煌的胜利。
全马总罢市在李光前为主席的新加坡中华总商会的支持下，在新加坡也顺利开展。

## 消亡
尽管全马总罢市取得辉煌胜利，政府也没有做出任何让步，总商会和AMCJA-PUTERA之间也开始出现分歧。第二次罢市计划于1948年2月1日展开，但由于总商会没有提供财政支持而中止，并沦为泛马来亚职工总会的孤立罢工。由于国共内战加剧，国民党的同情者也开始游说总商会，要求它撤回对AMCJA-PUTERA的支持。
1948年2月1日基于修订宪法提案的马来亚联合邦宪法的实施以及马共决定发动武装叛乱标志着AMCJA-PUTERA联盟和整个全马联合行动理事会终结的开始。随着全国进入紧急状态，全马联合行动理事会各成员要么退出理事会，转入地下，要么如马来亚民主同盟一样自愿解散，而全马联合行动理事会作为一个整体也自然消亡了。
接下来十年里马来亚的主流政治发展由保守派和亲英团体主导，这对独立后的马来亚以及后来的马来西亚未来几十年的历史发展产生了深远的影响。